# День за днем
«День за днем» (рос. «День за днём») — радянська телевізійна повість з двох частин (по 9 і 8 розділів, відповідно), створена за сценарієм Михайла Анчарова, що вийшла у 1971 році.

## Сюжет
Дія відбувається в Москві на початку 1970-х років. Герої телеповісті — мешканці великої комунальної квартири, різні сім'ї, зокрема, Якушева і Баникіна. Сусіди стають майже родичами, і долі їх тісно переплітаються. Старий будинок йде на злам, і всім сусідам належить розселення по різних квартирах…

## Історія створення
У телепостановці знялися 144 артиста з одинадцяти театрів Москви. Як згадував Всеволод Шиловський, спочатку планувалося зняти дев'ять серій, але на вимогу керівництва серіал розширити до сімнадцяти. Під час зйомок автор сценарію Михайло Анчаров, в квартирі якого йшла робота над сценарієм, переніс інфаркт. Фільм знімався на плівку, де вміщувалося 40 хвилин екранного часу, тому в разі помилки одного з акторів все доводилося знімати спочатку.
На виробництво серіалу були виділені мізерні гроші, тому Шиловському довелося вибивати у тодішнього голови Держтелерадіо СРСР Лапіна гідні гонорари. Серіал, ставши першим подібним проектом ЦТ СРСР, користувався великою популярністю глядачів. Творцям серіалу прийшло 300 тисяч листів, що є рекордом, не побитим до цих пір.
Також відомими стали пісні, які вперше прозвучали в серіалі: «Пісня про Росію» у виконанні молодої співачки Валентини Толкунової і пісня «Стою на полустанку» у виконанні актриси Ніни Сазонової, яку пізніше стала виконувати сама Толкунова з дозволу Сазонової.

## У ролях
- В'ячеслав Невинний Засл. арт. РРФСР —  Віктор Баникін
- Ніна Сазонова Нар. арт. РРФСР —  тітка Паша
- Олексій Грибов Нар. арт. СРСР  —  дядя Юра
- Юрій Горобець Засл. арт. РРФСР —  Костянтин Якушев
- Ніна Попова —  Женя Якушева
- Людмила Антонюк Нар. арт. РРФСР —  мати Жені
- Олексій Борзунов —  Толіч
- Тетяна Назарова —  Таня
- Михайло Зимін Засл. арт. РРФСР —  зав. лабораторією
- Євген Лазарев —  Борис
- Ніна Семенова —  Льоля
- Михайло Болдуман Нар. арт. СРСР —  Антонов
- Олексій Ейбоженко —  Сивий
- Ксенія Мініна —  Ксенія
- Олена Сітко —  Шура
- Леонід Галліс Нар. арт. РРФСР —  Фролов
- Галина Калиновська Нар. арт. РРФСР —  Фролова
- Ігор Охлупін Засл. арт. РРФСР —  Пахомов
- Кіра Головко Нар. арт. РРФСР —  Кіра Миколаївна, мама Толіча
- Валентин Нікулін —  Діма
- Дзідра Рітенберга Засл. арт. Латв. РСР —  Дзідра Артурівна
- Ангеліна Степанова Нар. арт. СРСР —  Соколова
- Надія Федосова Засл. арт. РРФСР —  Анастасія Миколаївна
- Євгенія Ханаєва —  Мохальова Антоніна Григорівна
- Всеволод Шиловський —  Жора, колишній чоловік Льолі
- Віталій Беляков —  Вова
- Римма Бикова —  Проніна
- Анастасія Георгієвська —  масовик
- Сергій Десницький —  зять
- Олена Корольова —  Віра, дочка дядька Юри
- Ніна Марушина —  Ліля
- Володимир Привальцев —  Андрюша
- Тетяна Рогозіна —  Ілза
- Олексій Самойлов —  Потакуєв
- Микола Шавикін —  завклубом
- Георгій Шевцов —  підполковник
- Роман Вільдан —  Річард/Кононов
- Тетяна Говорова —  Світа
- Андрій Горбатов —  Семен
- Анастасія Зуєва Нар. арт. СРСР —  бабуня
- Віталій Коняєв —  Ігор
- Афанасій Кочетков —  Афанасій Муравйов
- Олексій Криченков —  Валера
- Юрій Медведєв —  Семенов
- Тамара Миронова —  Тамара
- Тетяна Распутіна —  Антоніна
- Олександр Стрельников —  Санька Черепанов
- Ольга Широкова —  Анка
- Віталій Ованесов —  Кіракос Мовсесян
- Лариса Пашкова —  Галина
- Марк Прудкін Нар. арт. СРСР —  Богданов
- Петро Чернов —  Блінов
- Сергій Сафонов —  директор
- Микола Пажитнов Нар. арт. РРФСР —  Кукушкін
- Ніна Лапшинова —  Макарова
- Неллі Снітко —  Люда
- Валерія Заклунна —  епізод
- Борис Борисов —  студент
- Тетяна Махова —  помічник режисера
- Олена Одинцова —  молода актриса
- Якоб Ромбро —  кухар
- Віктор Ломакін —  Грачов
- Іван Тарханов —  староста
- Всеволод Абдулов —  кіношник
- Володимир Грамматиков —  кіношник
- Костянтин Градополов —  лектор на показі мод
- Володимир Сальников —  учень кухаря
- Маргарита Жигунова — епізод
- Геннадій Кочкожаров — епізод
- Дмитро Шутов —  учасник наради на ткацькій фабриці/на показі мод
- Віталій Безруков — епізод
- Людмила Кудрявцева — Людмила Андріївна, кадровик (немає в титрах)

## Над фільмом працювали
- Режисер-постановник —  Всеволод Шиловський
- Художній керівник постановки — Народний артист СРСР  В. Я. Станицин
- Художники-постановники — Віктор Лєсков, Сергій Сафронов
- Композитор —  Ілля Катаєв
- Режисер — Лідія Ішимбаєва
- Провідні оператори — Борис Кипарисов, Олег Богданов, Владислав Єфімов
- Оператори: Юхим Рацімор, Микола Журавльов, Ерік Малінін, Юрій Лісін, Олексій Покровський, Олександр Пугачов, Геннадій Зубанов, Анатолій Авагін
- Асистенти режисера — Людмила Новичевська, Олег Карстен, Ксенія Велембовська
- Помічник режисера — Тетяна Преснякова
- Художники:

по костюмах — Єлизавета Верховська: по декораціях — Володимир Бєлов, Лариса Арустамова, Михайло Анічков: по світлу — Олександр Цейтлін, Карл Рєшилов, Марк Урутян, Герасим Богачов, Віктор Кривдін, Костянтин Соколов
- Звукорежисер — Валентина Козлова, Едуард Арефін, Олександр Нікітанов
- Музичні редактори — Олена Давидова, Людмила Давидова, Марина Крутоярська
- Текст пісень —  Михайла Анчарова
- Монтаж — Олена Гетьманенко, Олена Каткова
- Редактор — Олег Новопокровський